# Iten (Kenya)
Pour les articles homonymes, voir Iten.
Iten est une ville du comté de Elgeyo-Marakwet dans l’ouest du Kenya. Iten est la plus grande ville du comté, ainsi que le chef-lieu de ce comté. Cette cité est bien connue pour regrouper des centres d'entraînement réputés à la course de fond.

## Localisation
Elle est située le long de la route entre Eldoret et Kabarnet, à la jonction de la route menant à Kapsowar.

## Population
La ville a une population de 42 312 habitants selon le recensement de 2009.

## Nom de la cité
Le nom est une déformation dans le dialecte local de Hill Ten, une formation rocheuse locale qui a été ainsi nommée par Joseph Thompson en 1883. Il a inscrit les mots Hill Ten [colline n°10] sur un rocher alors qu'il explorait la vallée de Kerio pour marquer le nombre de collines qu'il avait conquises. La colline est située à environ 800 mètres à l'extérieur de la ville principale, sur la route menant à Kessup.

## Communauté sportive et centres d'entraînements
La ville est prisée des demi-fondeurs et fondeurs du monde entier, avec plusieurs centres d'entraînements à la course de fond et la possibilité d'y faire des stages avec des athlètes réputés dans ce domaine,,. C'est le lieu de vie de plusieurs athlètes kenyans dont Eliud Kipchoge ou encore Joan Chelimo.